# Gia tộc họ Wang
Wang's Family (Gia tộc họ Wang) (tiếng Hàn: 왕가네 식구들; Romaja: Wanggane Siggudeul) là bộ phim truyền hình Hàn Quốc sản xuất năm 2013 với các diễn viên Oh Hyun-kyung, Lee Tae-ran, Lee Yoon-ji, Jo Sung-ha, Oh Man-seok và Han Joo-wan. Bộ phim được phát sóng trên kênh KBS2 từ 31/08/2013 đến 16/02/2014 mỗi Thứ bảy và Chủ Nhật hàng tuần vào lúc 19:55 và dài 50 tập.

## Cốt truyện
Gia đình nhà họ Wang đang phải đối mặt với rất nhiều vấn đề. Con gái đầu tiên được gả cho một gia đình khá giả nhưng sau khi bị phá sản, cô và gia đình chồng đã phải chuyển về nhà bố mẹ đẻ. Con gái thứ hai cũng đang gặp khó khăn về tài chính khi người chồng thất nghiệp. Và cô con gái thứ ba đột nhiên quyết định từ bỏ công việc giáo viên của mình. Liệu gia đình họ sẽ giải quyết những vấn đề này như thế nào? Những tình huống dở khóc dở cười nào sẽ xảy ra?

## Diễn viên

### Diễn viên chính
| Diễn viên     | Vai           | Miêu tả |
| ------------- | ------------- | --- |
| Oh Hyun-kyung | Wang Subak    | Con gái cả của Wang Bong Vợ của Go Minjung Là thí sinh cuộc thi Hoa hậu Hàn Quốc Mẹ của Aeji và Jungji |
| Jo Sung-ha    | Go Minjung    | Chồng của Wang Subak Từng là một doanh nhân nhưng bị phá sản sau đó làm nhân viên chuyển phát nhanh Người con hiếu thảo với cha Bạn trai cũ của Oh Sunjeong                                                 |
| Lee Tae-ran   | Wang Hobak    | Con gái thứ hai của Wang Bong Từng bị ngược đãi bởi mẹ cô từ khi cô còn nhỏ Vợ của Heo Sedal Mẹ của Sintong và Bangtong                                                                                     |
| Oh Man-seok   | Heo Sedal     | Chồng của Hobak Con trai của Park Salla Anh cả của Yeongdal Bạn thân của Wang Don Thất nghiệp ngay từ đầu, gặp giám đốc khách sạn và có tình cảm với cô ấy.                                                 |
| Lee Yoon-ji   | Wang Gwangbak | Con gái thứ ba của Wang Bong Bạn gái của Choi Sangnam Trước đây là một giáo viên nhưng từ bỏ để làm một nhà văn                                                                                             |
| Han Joo-wan   | Choi Sangnam  | Con của Choi Daese Thích Gwangbak Nhưng sau đó cố gắng chia tay với Gwangbak bởi vì gia đình cô ta khinh thường anh ta khi anh ta bỏ học trung học Có nhiều kiến thức và kinh nghiệm cuộc sống Một nhà thầu |

### Gia đình họ Wang
| Diễn viên     | Vai         | Miêu tả |
| ------------- | ----------- | --- |
| Na Moon-hee   | Ahn Gyeshim | Mẹ của Wang Bong và Wang Don                                                                                                 |
| Jang Yong     | Wang Bong   | Chồng của Lee Anggeum |
| Kim Hae-sook  | Lee Anggeum | Vợ của Wang Bong |
| Choi Dae-chul | Wang Don    | Em trai của Wang Bong Thích Heo Youngdal                                                                                     |
| Moon Ga-young | Wang Haebak | Con gái thứ tư của Wang Bong Một sinh viên giỏi muốn trở thành thuyền trưởng                                                 |
| Choi Won-hong | Wang Daebak | Là con trai duy nhất của Wang Bong Không có những giấc mơ trong cuộc sống cho đến khi anh gặp Choi Sangnam Bạn trai của Miho |

### Gia đình họ Go
| Diễn viên    | Vai        | Miêu tả                      |
| ------------ | ---------- | ---------------------------- |
| Noh Joo-hyun | Go Ji-shik | Cha của Minjung              |
| Kim Mi-ra    | Go Min-suk | Em của Minjung               |
| Lee Ye-seon  | Go Aeji    | Con gái của Minjung & Subak  |
| Jung Ji-yeon | Go Jungji  | Con trai của Minjung & Subak |

### Gia đình họ Heo
| Diễn viên       | Vai           | Miêu tả |
| --------------- | ------------- | --- |
| Lee Bo-hee      | Park Salla    | Mẹ của Sedal và Yeongdal Là người được ủy quyền quản lý một thẩm mỹ viện ở Myungdong, sau mở một tiệm làm tóc ở khu phố và cuối cùng mở một cửa hàng mỹ phẩm với con gái                                                   |
| Kang Ye-bin     | Heo Yeong-dal | Con gái của Park Salla Là con cưng trong nhà; có tình cảm với Choi Sangnam khi cô bị thu hút bởi những người đàn ông giàu có. Tuy nhiên, sau khi Sangnam cưới Gwangbak, cô yêu thầm Wang Don và cuối cùng kết hôn với anh. |
| Lee Tae-woo     | Heo Shin-tong | Con trai Sedal & Hobak |
| Hong Hyeon-taek | Heo Bang-tong | Con trai Sedal & Hobak |

### Gia đình họ Choi
| Diễn viên      | Vai          | Miêu tả |
| -------------- | ------------ | --- |
| Lee Byung-joon | Choi Dae-se  | Cha của Choi Sangnam Là kẻ thù với Gwangbak lúc đầu Cấm con trai hẹn hò với Gwangbak khi thấy cô ấy như một cô gái thô lỗ Có cảm xúc với Park Salla                          |
| Kim Hee-jung   | Oh Soon-jung | Dì của Choi Sangnam Mẹ của Miho Người giúp việc cho anh rể nhà Daese Đã buộc phải chia tay với Minjung vì cô ấy cần lấy một người đàn ông giàu có để giúp trả nợ cho chị gái |
| Yoon Song-yi   | Go Mi-ho     | Con gái của Sunjeong Bạn gái của Daebak |

### Nhân vật phụ
| Diễn viên      | Vai                        | Miêu tả                          |
| -------------- | -------------------------- | -------------------------------- |
| Yoo Seung-bong | Joo Jang-bi                | Bạn tốt của Daese                |
| Kim Yoon-kyung | Eun Mi-ran                 | Người phụ nữ mà Sedal có quan hệ |
| Choi Jae-woong | Ho Nam-hyung               | Học trò cũ của Wang Bong         |
| Kim Min-hee    | Biên tập vien Lee Kyung-ah | Biên tập viên tạp chí            |
| Lee Sang-sook  | Oh Man-jung                | Mẹ của Sangnam                   |
| Seo Jun-young  | Nhân vật phụ               | Bạn tiểu học của Gwangbak        |
| Han Hye-rin    | Baek Ji-hwa                | Hôn phu của Sangnam              |

## Tỷ suất người xem
Bộ phim giữ kỉ lục chương trình có tỉ suất người xem cao nhất năm 2013 và năm 2014.
Tập đầu tiên đạt 19.7% sau đó bộ phim phá kỉ lục 30% ở tập thứ 10 với 30.3% và kỉ lục 40% ở tập thứ 36.
Tỉ suất của phim trung bình đạt 33% và tập cao nhất đạt 48.3% theo thống kê của AGB Nielsen khu vực toàn quốc.
| Ngày       | Tập       | Tỉ suất người xem | Tỉ suất người xem | Tỉ suất người xem | Tỉ suất người xem |
| Ngày       | Tập       | Tỉ lệ theo TNmS   | Tỉ lệ theo TNmS   | AGB Nielsen       | AGB Nielsen       |
| Ngày       | Tập       | Toàn quốc         | Thủ đô Seoul      | Toàn quốc         | Thủ đô Seoul      |
| ---------- | --------- | ----------------- | ----------------- | ----------------- | ----------------- |
| 31/08/2013 | 01        | 20.2 (hạng 1)     | 19.5 (hạng 2)     | 19.7 (hạng 1)     | 20.5 (hạng 2)     |
| 01/09/2013 | 02        | 21.9 (hạng 1)     | 21.4 (hạng 2)     | 23.8 (hạng 1)     | 24.9 (hạng 1)     |
| 07/09/2013 | 03        | 21.5 (hạng 1)     | 21.5 (hạng 2)     | 21.2 (hạng 1)     | 21.7 (hạng 2)     |
| 08/09/2013 | 04        | 23.6 (hạng 1)     | 24.5 (hạng 1)     | 24.6 (hạng 1)     | 25.8 (hạng 1)     |
| 14/09/2013 | 05        | 21.8 (hạng 1)     | 21.6 (hạng 2)     | 22.3 (hạng 1)     | 22.7 (hạng 2)     |
| 15/09/2013 | 06        | 24.8 (hạng 1)     | 25.8 (hạng 1)     | 24.7 (hạng 1)     | 26.5 (hạng 1)     |
| 21/09/2013 | 07        | 23.1 (hạng 1)     | 23.0 (hạng 2)     | (hạng 1)          | (hạng 2)          |
| 22/09/2013 | 08        | 24.6 (hạng 1)     | 25.5 (hạng 1)     | (hạng 1)          | (hạng 1)          |
| 28/09/2013 | 09        | 26.4 (hạng 1)     | 28.0 (hạng 1)     | (hạng 1)          | (hạng 1)          |
| 29/09/2013 | 10        | 28.3 (hạng 1)     | 30.6 (hạng 1)     | (hạng 1)          | (hạng 1)          |
| 05/10/2013 | 11        | 25.0 (hạng 1)     | 25.3 (hạng 1)     | (hạng 1)          | (hạng 1)          |
| 06/10/2013 | 12        | 27.6 (hạng 1)     | 28.9 (hạng 1)     | (hạng 1)          | (hạng 1)          |
| 12/10/2013 | 13        | 23.6 (hạng 1)     | 25.1 (hạng 1)     | (hạng 1)          | (hạng 1)          |
| 13/10/2013 | 14        | 29.1 (hạng 1)     | 29.4 (hạng 1)     | (hạng 1)          | (hạng 1)          |
| 19/10/2013 | 15        | 27.0 (hạng 1)     | 27.5 (hạng 1)     | (hạng 1)          | (hạng 1)          |
| 20/10/2013 | 16        | 29.7 (hạng 1)     | 30.8 (hạng 1)     | (hạng 1)          | (hạng 1)          |
| 26/10/2013 | 17        | 27.9 (hạng 1)     | 27.8 (hạng 1)     | (hạng 1)          | (hạng 1)          |
| 27/10/2013 | 18        | 30.7 (hạng 1)     | 32.2 (hạng 1)     | (hạng 1)          | (hạng 1)          |
| 02/11/2013 | 19        | 28.3 (hạng 1)     | 29.6 (hạng 1)     | (hạng 1)          | (hạng 1)          |
| 03/11/2013 | 20        | 30.4 (hạng 1)     | 32.5 (hạng 1)     | (hạng 1)          | (hạng 1)          |
| 09/11/2013 | 21        | 28.3 (hạng 1)     | 29.8 (hạng 1)     | (hạng 1)          | (hạng 1)          |
| 10/11/2013 | 22        | 32.5 (hạng 1)     | 35.1 (hạng 1)     | (hạng 1)          | (hạng 1)          |
| 16/11/2013 | 23        | 27.2 (hạng 1)     | 27.9 (hạng 1)     | (hạng 1)          | (hạng 1)          |
| 17/11/2013 | 24        | 32.2 (hạng 1)     | 32.3 (hạng 1)     | (hạng 1)          | (hạng 1)          |
| 23/11/2013 | 25        | 33.7 (hạng 1)     | 35.3 (hạng 1)     | (hạng 1)          | (hạng 1)          |
| 24/11/2013 | 26        | 29.7 (hạng 1)     | 30.8 (hạng 1)     | (hạng 1)          | (hạng 1)          |
| 30/11/2013 | 27        | 32.0 (hạng 1)     | 33.8 (hạng 1)     | (hạng 1)          | (hạng 1)          |
| 01/12/2013 | 28        | 34.8 (hạng 1)     | 36.0 (hạng 1)     | (hạng 1)          | (hạng 1)          |
| 07/12/2013 | 29        | 32.1 (hạng 1)     | 33.7 (hạng 1)     | (hạng 1)          | (hạng 1)          |
| 08/12/2013 | 30        | 36.1 (hạng 1)     | 37.5 (hạng 1)     | (hạng 1)          | (hạng 1)          |
| 14/12/2013 | 31        | 33.3 (hạng 1)     | 36.7 (hạng 1)     | (hạng 1)          | (hạng 1)          |
| 15/12/2013 | 32        | 37.6 (hạng 1)     | 40.7 (hạng 1)     | (hạng 1)          | (hạng 1)          |
| 21/12/2013 | 33        | 32.7 (hạng 1)     | 34.3 (hạng 1)     | (hạng 1)          | (hạng 1)          |
| 22/12/2013 | 34        | 38.1 (hạng 1)     | 38.7 (hạng 1)     | (hạng 1)          | (hạng 1)          |
| 28/12/2013 | 35        | 33.3 (hạng 1)     | 34.3 (hạng 1)     | (hạng 1)          | (hạng 1)          |
| 29/12/2013 | 36        | 37.5 (hạng 1)     | 39.9 (hạng 1)     | (hạng 1)          | (hạng 1)          |
| 04/01/2014 | 37        | 35.2 (hạng 1)     | 39.1 (hạng 1)     | (hạng 1)          | (hạng 1)          |
| 05/01/2014 | 38        | 38.0 (hạng 1)     | 41.5 (hạng 1)     | (hạng 1)          | (hạng 1)          |
| 11/01/2014 | 39        | 36.7 (hạng 1)     | 39.5 (hạng 1)     | (hạng 1)          | (hạng 1)          |
| 12/01/2014 | 40        | 42.3 (hạng 1)     | 45.9 (hạng 1)     | (hạng 1)          | (hạng 1)          |
| 18/01/2014 | 41        | 37.7 (hạng 1)     | 41.1 (hạng 1)     | (hạng 1)          | (hạng 1)          |
| 19/01/2014 | 42        | 42.9 (hạng 1)     | 46.0 (hạng 1)     | (hạng 1)          | (hạng 1)          |
| 25/01/2014 | 43        | 42.3 (hạng 1)     | 45.7 (hạng 1)     | (hạng 1)          | (hạng 1)          |
| 26/01/2014 | 44        | 45.3 (hạng 1)     | 48.5 (hạng 1)     | (hạng 1)          | (hạng 1)          |
| 01/02/2014 | 45        | 42.3 (hạng 1)     | 44.3 (hạng 1)     | (hạng 1)          | (hạng 1)          |
| 02/02/2014 | 46        | 46.6 (hạng 1)     | 49.5 (hạng 1)     | (hạng 1)          | (hạng 1)          |
| 08/02/2014 | 47        | 42.3 (hạng 1)     | 45.5 (hạng 1)     | (hạng 1)          | (hạng 1)          |
| 09/02/2014 | 48        | 46.8 (hạng 1)     | 50.3 (hạng 1)     | 48.3 (hạng 1)     | 49.9 (hạng 1)     |
| 15/02/2014 | 49        | 37.2 (hạng 1)     | 39.8 (hạng 1)     | (hạng 1)          | (hạng 1)          |
| 16/02/2014 | 50        | 45.8 (hạng 1)     | 48.9 (hạng 1)     | (hạng 1)          | (hạng 1)          |
| Tổng cộng  | Tổng cộng | 32.6%             | 34.3%             | 33.0%             | 33.6%             |

## Giải thưởng
| Năm  | Giải                   | Hạng mục                                     | Nominee        | Kết quả   |
| ---- | ---------------------- | -------------------------------------------- | -------------- | --------- |
| 2013 | KBS Drama Awards       | Nữ diễn viên xuất sắc nhất                   | Kim Hae-sook   | Đề cử     |
| 2013 | KBS Drama Awards       | Nam diễn viên xuất sắc nhất thể loại phim bộ | Jo Sung-ha     | Đoạt giải |
| 2013 | KBS Drama Awards       | Nam diễn viên xuất sắc nhất thể loại phim bộ | Oh Man-seok    | Đề cử     |
| 2013 | KBS Drama Awards       | Nữ diễn viên xuất sắc nhất thể loại phim bộ  | Lee Tae-ran    | Đoạt giải |
| 2013 | KBS Drama Awards       | Nữ diễn viên xuất sắc nhất thể loại phim bộ  | Lee Yoon-ji    | Đề cử     |
| 2013 | KBS Drama Awards       | Nữ diễn viên phụ xuất sắc nhất               | Oh Hyun-kyung  | Đề cử     |
| 2013 | KBS Drama Awards       | Nam diễn viên mới xuất sắc nhất              | Han Joo-wan    | Đoạt giải |
| 2013 | KBS Drama Awards       | Nữ diễn viên xuất sắc nhất                   | Choi Won-hong  | Đề cử     |
| 2013 | KBS Drama Awards       | Diễn viên nhí xuất sắc nhất                  | Moon Ga-young  | Đề cử     |
| 2013 | KBS Drama Awards       | Nhà viết kịch bản xuất sắc nhất              | Moon Young-nam | Đoạt giải |
| 2014 | 7th Korea Drama Awards | Phim xuất sắc nhất                           | Wang's Family  | Đề cử     |

## Phiên bản Việt hóa
Bộ phim được làm lại phiên bản Việt là Gạo nếp gạo tẻ phát sóng trên kênh HTV2 vào năm 2018.